# Marovce
Maroc en albanais et Marovce en serbe latin (en serbe cyrillique : Маровце) est une localité du Kosovo située dans la commune/municipalité de Kamenicë/Kosovska Kamenica, district de Gjilan/Gnjilane (Kosovo) ou district de Kosovo-Pomoravlje (Serbie). Selon le recensement kosovar de 2011, elle compte 64 habitants, tous albanais.
Le village est également connu sous le nom albanais de Marocë.

## Démographie

### Évolution historique de la population dans la localité
| 1948 | 1953 | 1961 | 1971 | 1981 | 1991 | 2011 |
| ---- | ---- | ---- | ---- | ---- | ---- | ---- |
| 161  | 135  | 152  | 142  | 136  | 118  | 64   |

|  |